# Messaggi da forze sconosciute
Messaggi da forze sconosciute (The Silent Flute) è un film del 1978 diretto da Richard Moore.

## Trama
In uno scenario senza né tempo né luogo un gruppo di combattenti gareggia per avere la possibilità di essere scelti allo scopo di partire alla ricerca del "libro della saggezza", un libro custodito dal misterioso Zetan, che nessuno sembra avere mai consultato e che, secondo la credenza, contiene ogni segreto che riguardi l'uomo nella sua vita terrena. Tutti i concorrenti sanno che per arrivare a Zetan devono affrontare una serie di prove e, a scopo propiziatorio, devono fare un voto, ma parimenti sanno che, tra coloro che in passato hanno avuto la possibilità di partire alla ricerca, nessuno è mai tornato.
Cord, uno degli aspiranti che ha scelto come voto la castità, vince il torneo ma, a causa di una scorrettezza durante l'incontro finale, viene squalificato ed il suo posto per la ricerca viene preso da Morthond, l'avversario da lui sconfitto. Egli non si rassegna ed inizia a seguire l'uomo che, per sapere la ragione di tanta insistenza, infrange il proprio voto del silenzio. Dopo un breve dialogo i due si separano ma Cord continua nel suo cammino ed incontra un suonatore di flauto cieco che gli consiglia su come superare le prove.
Alcuni giorni dopo Cord incontra Morthond che, prima di morire, non essendo riuscito a superare la prima prova, gli chiede di sostituirlo e grazie ai consigli del suonatore di flauto, riesce a sconfiggere l'uomo scimmia, fino a quel momento imbattuto, proseguendo nel percorso in attesa di superare le altre prove ed una di queste è il resistere a Tara, bellissima moglie del principe Chang-Sha, che potrebbe, grazie al suo fascino, fargli infrangere il suo voto, mentre la terza prova è il confronto con la morte.
Lungo la strada Cord, in alcuni momenti accompagnato dal suonatore di flauto, incontra strani personaggi, come l'uomo senza nome che vive immerso nell'olio allo scopo di distruggere la sua virilità e, attraverso la castità, mantenersi puro, il quale si dimostra scettico sul fatto che Cord possa mantenere il suo voto che infatti, dopo l'incontro con Chang-Sha, viene infranto con Tara e questo evento costerà la vita alla donna, uccisa dal marito, e che instillerà desideri di vendetta in Cord.
Le prove, non senza difficoltà, vengono tutte superate ma Cord intende affrontare Chang-Sha, con il desiderio di vendicare la morte di Tara ma, dopo che il combattimento è iniziato, egli si rende conto di essere cambiato ed anche il principe si ferma, riconoscendo in lui un uomo diverso e più saggio, comunicandogli che lui è il prescelto, mostrandogli la strada per proseguire e lasciandosi senza rancori per vivere le rispettive vite.
Una volta che Cord si trova al cospetto di Zetan, scopre, contrariamente alle dicerie che lo descrivevano come un guerriero invincibile, un mite monaco che sembra vivere in totale armonia con il mondo e che gli porge l'agognato libro e, una volta aperto, Cord scopre che le pagine non sono altro che specchi e non vi sono contenute parole scritte. Zetan sembra desiderare che Cord prenda il suo posto, lasciando trapelare il desiderio di essere "liberato", facendo intendere che la sua permanenza in quel luogo è in realtà una prigionia, ma Cord rifiuta e si rimette in cammino rientrando nel mondo.
Incontrando nuovamente il suonatore di flauto Cord gli confida di avere visto "ogni cosa" in quel libro, comprendendo che qualsiasi risposta va ricercata nel proprio io.

## Produzione

### Origini
Il soggetto originale del film fu concepito da Bruce Lee nel 1968, con la partecipazione di James Coburn, ed era intriso di elementi di filosofia orientale; Lee abbandonò l'idea per concentrarsi su altri progetti, e la sua morte mise la parola fine al film, finché non venne completato dopo la metà degli anni 70; gli sceneggiatori cambiarono molti elementi, e sostituirono molto passaggi pieni di violenza con elementi comici.

### Riprese
Le riprese del film si sono svolte in Israele.